# Голубянка угольная
Голубянка угольная (Pseudophilotes anthracias) — дневная бабочка из семейства голубянок.

## Происхождение названия
Anthracias (латинский) — «угольная». Название отражает тёмную окраску крыльев бабочек.

## Описание
Длина переднего крыла 11—15 мм. Крылья обоих полов сажисто-коричневого цвета. Нижняя сторона крыльев с характерным бело-коричневым рисунком. Бахромка крыльев пёстрая. Внешний край крыльев округлый. Голова с голыми глазами. Половой диморфизм выражен слабо.

## Ареал и местообитание
Казахстан (пустынные массивы Атырауской области, Южный Алтай, окрестности озера Зайсан, юг долины реки Или, Байгакум), Узбекистан (долина реки Сыр-Дарья), Туркменистан (Красноводск, Ашхабад, Малый Балхан), Таджикистан (Вахшская долина, Кафирниган), Западный Китай. Самое северное местообитание известно с окрестностей озера Эльтон.
Указания для Юга России — Астраханская область, где вид впервые был найден только лишь в 1999 году. Сейчас известно несколько популяций из песчаных массивов Болхуны и Батпайсагыр. В западной части пустыни Батпайсагыр вид встречается у многих населенных пунктов: Досанга, Аксарайского, Комсомольского и др. В местах обитания может быть обычна.
Населяет закрепленные и полузакрепленные барханные пустыни с зарослями растительности, представленной джузгуной, полынью, волоснецем и других псаммофитов. Бабочки предпочитают возвышенные, холмистые участки.

## Биология
Развивается в год в одном поколении. Время лёта бабочек с конца апреля по середину мая, в более южных районах — с начала апреля. В солнечную погоду летают с подветренной стороны холмов. Бабочки садятся на веточки джузгуна и вершины стеблей полыни. Время лёта бабочек заканчивается практически полностью с началом цветения кормового растения гусениц. В конце апреля — начале мая самки откладывает по одному яйца на побеги джузгуна. Гусеницы питаются на почках и цветках разных видов джузгуна (кандыма) (Calligonum spp.). Зимует куколка. Не исключена возможность мирмекофилии. Связь вида с редкими видами муравьев может объяснять его локальность и стенотопность.